# Vučje
Vučje (em cirílico: Вучје) é uma vila da Sérvia localizada no município de Leskovac, pertencente ao distrito de Jablanica, na região de Jablanica. A sua população era de 2871 habitantes segundo o censo de 2002.

## Demografia
| 1948  | 1953  | 1961  | 1971  | 1981  | 1991  | 2002  | 2011  |
| ----- | ----- | ----- | ----- | ----- | ----- | ----- | ----- |
| 1 784 | 1 943 | 2 680 | 3 178 | 3 318 | 3 492 | 3 258 | 2 871 |